# Россия на «Евровидении-2017»
Россия должна была участвовать в 2017 году в конкурсе песни «Евровидение» в 21-й раз — страну должна была представить Юлия Самойлова с песней «Flame Is Burning». Однако 22 марта 2017 года Служба безопасности Украины запретила въезд в страну участнику России — певице Юлии Самойловой за нарушение украинского законодательства. ЕВС предложил организовать выступление Юлии Самойловой посредством прямой телетрансляции из Москвы либо сменить участника конкурса. После отказа России, 13 апреля 2017 года Европейский вещательный союз объявил, что Россия не сможет принять участие в конкурсе. Это второй случай недопуска участника к Евровидению (в 2009 году грузинская группа «Стефане и 3G» не была допущена к участию в конкурсе из-за подозрения на политический подтекст своей песни), но первый за нарушения, не связанные с песней.

## Перед Евровидением
Результаты «Евровидения-2016» вызвали широкий общественный резонанс: победу одержала украинская певица Джамала (2-е место по версии жюри и 2-е место по версии зрителей), исполнившая песню «1944», в которой многие эксперты нашли политический подтекст. Представитель России Сергей Лазарев уверенно выиграл зрительское голосование, разделив 5-е место с представительницей Бельгии в рейтинге по версии жюри, и стал по сумме голосования зрителей и жюри 3-м. Но Россия выразила несогласие с таким судейством. Ряд фанатов «Евровидения» (в том числе и российские) обвинил жюри в крайней необъективности и потребовал от ЕВС пересмотреть голосование, но получил отказ.
После окончательного утверждения результатов в России стали говорить о возможном отказе от участия в конкурсе в связи с его крайней политизацией (подобное мнение высказал председатель совета Федерации по обороне и безопасности Франц Клинцевич). Возмущённый итогами голосования жюри Филипп Киркоров, один из авторов конкурсной песни Сергея Лазарева, взял самоотвод и призвал Россию отказаться от участия в конкурсе, пока не будет покончено с его политизацией. В России же на уровне Правительства РФ опровергали слухи о снятии с конкурса, утверждая, что Украина обязана будет следовать правилам конкурса в любом случае. Впрочем, в снятии России с конкурса были заинтересованы и на Украине: депутат Верховной Рады Украины Антон Геращенко призвал дисквалифицировать участника от России, если тот будет находиться в «чёрном списке» лиц, поддерживающих аннексию Крыма Российской Федерацией и «российскую агрессию на востоке Украины». Представлявшая Россию на «Евровидении-2009» Анастасия Приходько и вовсе потребовала приставить к российской делегации вооружённый конвой, намекая и на возможную дисквалификацию
9 сентября 2016 года исполнительный продюсер «Евровидения» Юн Ола Санн в комментарии для ТАСС заверил: «мы вели и будем вести конструктивный диалог с властями, чтобы убедиться, что все делегаты и артисты могут приехать и находиться на Украине». Победившая Джамала также согласилась с тем, что Россия должна принять участие. Окончательное решение было принято 1 ноября 2016 года и подтверждено НТКУ 29 ноября.

## Возможные участники
Официально не было объявлено о том, будет ли отбор носить закрытый или открытый характер. В числе наиболее популярных кандидатов, по версии прессы, фигурировали певец Александр Панайотов, финалист 5-го сезона музыкального шоу «Голос» (2-е место), который участвовал в отборах 2005, 2008 и 2010 годов. Победительница 5-го сезона музыкального шоу «Голос» Дарья Антонюк была одним из главных кандидатов на поездку. Рок-группа «Ленинград», идею о поездке которой иронично предложили после окончания конкурса. Сергей Лазарев от повторного участия в конкурсе отказался. Свою заинтересованность в участии высказали женская группа Soprano Михаила Турецкого, певицы Наргиз Закирова, Нюша, Диана Гурцкая (ранее выступала на «Евровидении-2008» от Грузии) и певец Виталий Гогунский, победитель 2-го сезона шоу «Один в один».
В январе 2017 года СМИ стали сообщать, что Первый канал уже принял решение о том, что Россию будет представлять Александр Панайотов, однако пресс-служба Первого канала заявила, что пока не готова назвать кандидата на поездку и что решение может быть принято в течение промежутка от двух недель до двух месяцев. 6 марта Александр Панайотов окончательно опроверг свое возможное участие в конкурсе.

## Выбор представителя
12 марта 2017 года Первый канал сообщил, что победителем внутреннего конкурса, проведённого каналом, стала Юлия Самойлова. Певица будет представлять Россию на конкурсе песни «Евровидение-2017» на Украине с композицией «Flame Is Burning» (автор музыки и слов Леонид Гуткин, бас-гитарист рок-группы «Автограф»). В тот же день на официальном сайте телеканала размещён клип песни. На момент выбора представителя Юлия Самойлова не входила в списки лиц, которым по тем или иным причинам запрещён въезд на Украину.
Выступление представителя России должно было пройти во 2-м полуфинале конкурса 11 мая в Киеве.
Выбор Самойловой для участия в конкурсе «Евровидение-2017» вызвал негативную реакцию со стороны Украины из-за выступления Самойловой в Керчи 27 июня 2015 года на гала-концерте фестиваля «Мир спорта и добра» без специального разрешения на въезд от украинских властей, что нарушало законодательство Украины (в частности, постановление Кабинета министров Украины о порядке въезда в Крым и выезда из него от 4 июня 2015 года, с последующими изменениями), не признающий аннексию Крыма Россией (сама Самойлова, по собственным словам, о подобных требованиях украинского законодательства не знала). Украинские власти обвинили Россию в «сознательной провокации» и предупредили о возможности недопуска российской представительницы на территорию Украины; пресс-секретарь президента России Дмитрий Песков заявил (переадресовав, впрочем, этот вопрос вещателям), что «такой опции, как замена нашего исполнителя, который уже определён, не предусмотрено».

## Запрет на въезд и неучастие России в конкурсе 2017 года
22 марта 2017 года Служба безопасности Украины объявила о запрете Юлии Самойловой въезжать на территорию Украины сроком на три года, что означало невозможность участия последней в конкурсе «Евровидение» в Киеве. МИД России выступил с резким осуждением принятого решения, а Европейский вещательный союз прокомментировал решение украинских властей следующим образом:

Мы должны уважать местные законы принимающей страны, однако мы глубоко разочарованы в этом решении и считаем, что это противоречит духу конкурса и понятию инклюзивности, которое лежит в основе его значения. Мы продолжим диалог с украинской властью с целью обеспечения того, чтобы все артисты смогли выступать на 62-м конкурсе песни «Евровидение-2017» в Киеве в мае.
—Заявление ЕВС об участии России

23 марта 2017 года, впервые за всю историю конкурса, ЕВС предложил Первому каналу организовать прямую спутниковую трансляцию выступления Самойловой с территории России в полуфинале и в финале, если участница выйдет из полуфинала, чтобы таким образом сохранить возможность участия России и «подтвердить аполитичный характер „Евровидения“»..
Однако и Россия и Украина отвергли данную инициативу. Первый канал обвинил Украину в нарушении правил конкурса, а ЕВС призвал «не изобретать отдельных правил для России» и обеспечить возможность непосредственного выступления Самойловой в Киеве. Украинский же вице-премьер Вячеслав Кириленко счёл дистанционное выступление Самойловой «таким же нарушением украинских законов», как и её въезд на Украину, добавив при этом, что «позиция ЕВС политизирует конкурс».
В тот же день генеральный директор Европейского вещательного союза (ЕВС) Ингрид Делтенре в своём письме на имя премьер-министра Украины Владимира Гройсмана указала, что «ни одна из стран-хозяек ранее не препятствовала выступлению любого артиста на „Евровидении“, поэтому EBU не желал бы создавать прецедент в 2017 году» и рассматривает «исключение российской певицы с конкурса как неприемлемый шаг». Кроме того, в данном письме отмечалось, что «несколько стран уже обратились в EBU с критикой украинского решения и заявили, что обдумывают возможность оставить конкурс», а у EBU нет «никакой информации о том, что Юлия Самойлова может представлять угрозу национальной безопасности Украины». Однако 31 марта украинская сторона отклонила ультиматум EBU.
Принципиальной позицией украинских властей оставалось требование замены кандидата: Россия может участвовать в конкурсе, заявляли они, но лишь с тем участником или участницей, который «не имеет проблем с украинским законодательством». Этот вариант на определённом этапе предлагался и Европейским вещательным союзом, однако был отклонён российскими вещателями, причём с российской стороны было заявлено, что в случае недопуска Самойловой в Киев она автоматически станет представителем России и на следующем конкурсе («Евровидение-2018»).
«В сложившийся ситуации» Первый канал и ВГТРК 13 апреля 2017 года отказались транслировать конкурс «Евровидение-2017» на территории РФ. Соответственно, ЕВС в тот же день в своём заявлении констатировал: «к сожалению, это означает, что Россия уже не сможет принять участие в конкурсе в этом году».

## Последствия
Конфликт вокруг недопуска представителя России и последовавшего неучастия страны в конкурсе 2017 года побудил ЕВС внести поправки в правила конкурса: начиная с конкурса 2018 года в состав делегаций стран-участниц не могут быть включены персоны, которым запрещён или нежелателен въезд на территорию принимающей страны.